# Vriendschapspark (Paramaribo)
Het Vriendschapspark in Paramaribo, Suriname, bevindt zich aan de Jagernath Lachmonstraat, op de splitsing met de Passiebloemstraat.
De naam van het park werd op 20 oktober 2023 publiek gemaakt, toen Carmen Tjin A Djie, de voorzitter van de Commissie 150 jaar vestiging Chinezen in Suriname, het Vriendschapspark overdroeg aan Walther Sandriman, de minister van Onderwijs en Volksontwikkeling. Dit moment vormde de afsluiting van een week met festiviteiten om de komst van Chinese Surinamers te vieren. Op dezelfde dag werd in het park het Vriendschapsmonument 1853-2003 van de kunstenaar Paul Woei onthuld. Een week eerder, op 13 oktober 2003, ging de feestweek van start in Hotel Torarica. Daar werd het feestprogramma gepresenteerd en ging een foto-expositie van start. Jaarlijks worden op 20 oktober met kransleggingen en festiviteiten de Chinese immigratie herdacht. In 2018 werd de dag eenmalig tot nationale vrije dag uitgeroepen.
Het duurde tot 2006 tot het park volledig aangelegd was, met wandelpaden, zitbankjes en aan de rand een overdekte bushuisje. Het bushuisje werd in februari 2019 omwille van de verkeersveiligheid verplaatst naar de Tuberoosstraat. In november 2022 begon het ministerie van Openbare Werken met een herinrichting van het park.